# Pipistrelle de Nathusius
Pipistrellus nathusii
Espèce
Statut de conservation UICN

 LC  : Préoccupation mineure
La Pipistrelle de Nathusius (Pipistrellus nathusii) est une espèce de petite chauve-souris vivant en Europe.

## Description
C'est la plus grande des Pipistrelles. Le pelage dorsal, long et laineux, est de couleur châtain à brun, le ventre est plus terne et plus clair. Les membranes et les parties nues sont d'un brun foncé. La moitié de l'uropatagium au niveau dorsal est bien velu. Elle peut être confondue avec les autres pipistrelles, une clé de détermination est nécessaire pour une identification rigoureuse.
- Longueur tête-corps : 4.5 - 5.5 cm
- Longueur de la queue : 3.2 - 4 cm
- Longueur de l'avant-bras : 3.2 - 3.7 cm
- Envergure : 22 - 25 cm
- Poids : 6 - 15.5 g
- Dentition : 34 dents
- Echolocation : 34 - 42 kHz

## Répartition et habitat
Surtout Nord de l'Europe moyenne et Europe de l'Est avec quartiers d'été au Nord-Est de son aire.
Chauve-souris forestière, des forêts de feuillus (humides) aux pinèdes (sèches), également dans les parcs, plus rarement dans les zones habitées, de préférence en plaine.
Espèce forestière, elle chasse préférentiellement en milieux boisés diversifiés, riches en plans d'eau, ou encore à proximité des haies et des lisières.
Colonies de reproduction généralement dans des cavités d'arbres ou dans des fissures de troncs, dans des anfractuosités de bâtiments situés en forêt ou dans des nichoirs à chauves-souris, plus rarement dans des fissures étroites de bâtiments, dans des caissons de stores, derrière des volets ou des coffrages en bois, également dans des fissures entre les murs et les balcons en colombage et dans des caches de même type.
Son domaine vital peut atteindre une vingtaine de kilomètres carrés et elle s'éloigne jusqu'à une demi-douzaine de kilomètres de son gîte.
Partage temporairement ses quartiers d'été avec la Pipistrelle commune, le Murin de Brandt ou le Murin des marais.

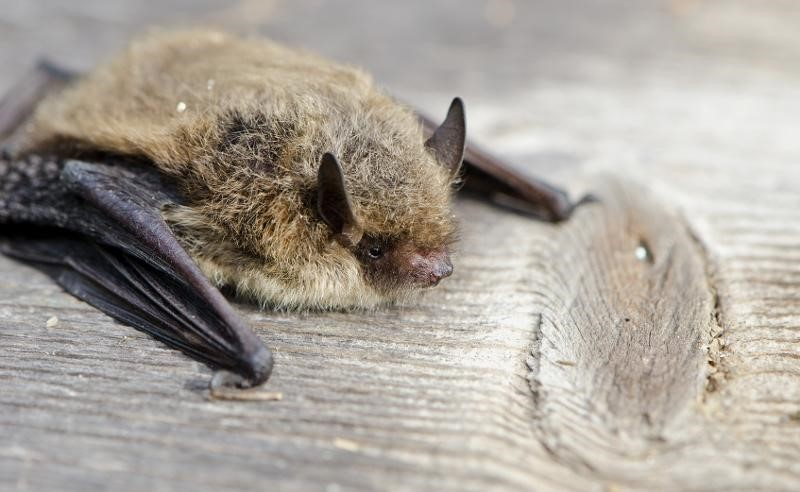
Pipistrelle de Nathusius

Elle quitte son gîte en moyenne 50 minutes après le coucher du soleil.
Quartiers d'hiver dans des fentes de rocher, des murs fissurés mais aussi dans des cavités d'arbres ou entre des piles de bois.
Elle patrouille à basse altitude le long des zones humides et chasse aussi en plein ciel à grande hauteur.
Elle consomme essentiellement des Chironomes, et occasionnellement des Trichoptères, Névroptères, Lépidoptères, Hyménoptères et Coléoptères.

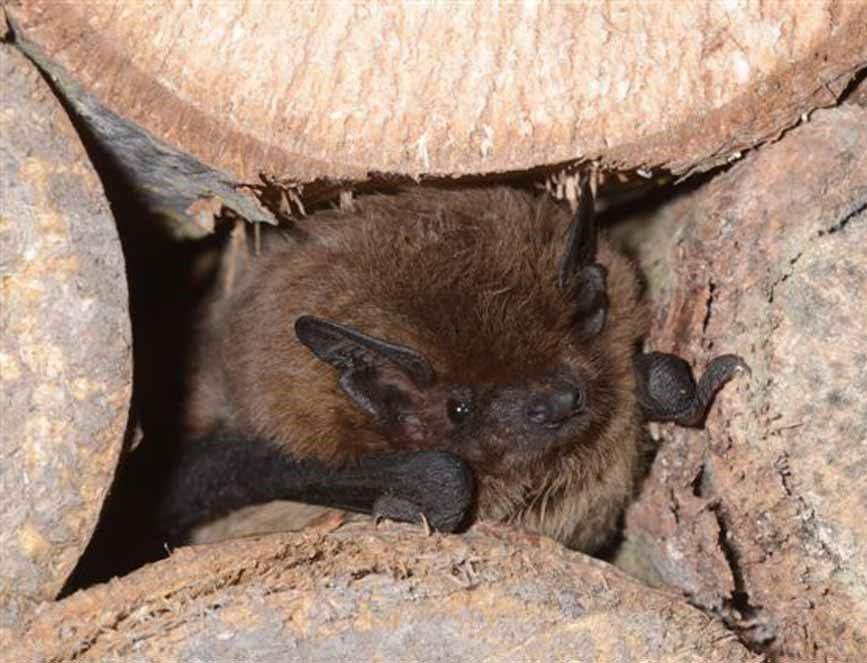
Pipistrellus nathusii

## Comportement
La Pipistrelle de Nathusius est une espèce migratrice qui suit souvent le contour de côtes et les vallées fluviales dans le sens Ouest ou Sud-Ouest.
Espèce migratrice, elle entreprend des déplacements saisonniers sur de très grandes distances (souvent plus de 1000 km) pour rejoindre ses lieux de mise-bas ou ses gîtes d'hibernation.
Ses gîtes hivernaux se situent dans des cavités arboricoles, les fissures et les décollements d'écorce mais aussi au sein des bâtiments derrière les bardages en bois et les murs creux frais.
Elle hiberne en solitaire ou en petits groupes d'une douzaine, voire une cinquantaine d'individus, parfois en mixité avec les autres Pipistrelles.
Son comportement migratoire induit des disparités fortes quant à sa présence et à son comportement estival.
Certaines régions n'abritent que des mâles, en essaims ou solitaires, d'autres colonies de mise-bas (de 20 à 200 femelles) et sur d'autres secteurs géographiques il peut y avoir les deux sexes.
Les mise-bas ont lieu début juin principalement en gîtes arboricoles, entre les fentes du bois ou les chablis.
Les jumeaux sont fréquents.
Les premiers jeunes sont volants au plus tard mi-juillet.
Les femelles sont fidèles à leur lieu de naissance.
Les accouplements ont lieu début août à septembre, les mâles se constituent un harem de 2 à 5 femelles.
La plus ancienne baguée a atteint treize ans, l'espérance de vie moyenne approche trois ans, un peu moins pour un mâle.

## Alimentation
La Pipistrelle de Nathusius capture des insectes ailés juste après le coucher du soleil.
Elle "patrouille" le long des lisières de forêts, dans les tranchées et les chemins et aime aussi chasser à la surface de l'eau.

## Migration
Une pipistrelle de Nathusius baguée le 21 août 1979 en Lituanie a été retrouvée le 12 novembre en Isère : soit mille six cents kilomètres en maximum quatre-vingt-trois jours.
Une autre, baguée à Pape en Lettonie a été retrouvée à Selzach en Suisse 28 jours plus tard fin octobre 2009. Elle aurait donc parcouru 1 360 km pendant ce laps de temps.
Une femelle, baguée en 2016 dans la réserve naturelle du Bedfont Lakes Country Park, située près de Heathrow (UK), par le spécialiste Brian Briggs est morte tuée par un chat dans le village russe de Molgino. Elle aurait ainsi parcouru pas moins de 2 018 kilomètres.
Selon une étude parue en 2020, la plus longue migration recensée jusqu'ici aurait été réalisée par un mâle ayant parcouru 2 220 kilomètres entre la Lettonie et l'Espagne entre 2015 et 2017.
Un article paru en 2022 relate le cas d'une femelle trouvée en 2009 à Lully en Haute-Savoie qui a été baguée 63 jours plus tôt à Borok dans  l'oblast de Vologda dans le nord-ouest de la Russie à 2 484 km de distance en ligne directe.

## Menaces et Protection
Les menaces pesant sur la pipistrelle de Nathusius en Rhône-Alpes sont difficiles à évaluer compte tenu du manque de connaissance sur le statut local de l’espèce.
Aujourd’hui, la pipistrelle de Nathusius est probablement soumise aux mêmes menaces que les autres espèces arboricoles et les espèces liées aux zones humides.
Le développement de l’énergie éolienne est une nouvelle menace pour cette espèce migratrice. Les suivis de mortalité réalisés sur plusieurs parcs éoliens montrent que la pipistrelle de Nathusius est l’une des espèces les plus touchées. Cette espèce représente environ 13 % des individus trouvés morts sous des éoliennes, en France comme en Europe. Son vol haut et la nécessité pour les femelles d’entreprendre de longues migrations expliquent la forte sensibilité de l’espèce. Des pics de mortalité sont constatés lors des migrations.
Au niveau international, la Pipistrelle de Nathusius est protégée par la Convention de Berne (annexe II) relative à la conservation de la vie sauvage et du milieu naturel de l'Europe et par la Convention de Bonn (annexe II) sur la conservation des espèces migratrices appartenant à la faune sauvage.
Au niveau national, elle est protégée par l'Arrêté du 23 avril 2007 fixant la liste des mammifères terrestres protégés sur l'ensemble du territoire et les modalités de leur protection.

## À savoir!
Les testicules et l'épididyme des mâles grossissent pendant la période de reproduction (juillet-septembre). La gueule s'épaissit à cause des renflements glandulaires (glandes buccales hypertrophiées, signe de rut). À cette période, les mâles occupent des territoires d'accouplement qu'ils défendent contre d'autres mâles. Ils attirent les femelles en émettant des appels de parade de deux syllabes. Ces appels se font à l'entrée de leur gîte ou parfois en vol.
Les petits naissent à partir de la mi-juin de l'année suivante (généralement 2). La femelle les nourrit dans le gîte de reproduction durant 4 semaines puis gagne un nouveau territoire de reproduction.